# Zaljubljena
Zaljubljena je edini studijski album slovenske pevke zabavne glasbe Ditke Haberl, izdan leta 1979 pri Založbi kaset in plošč RTV Ljubljana.
Kot samostojna pevka je bila aktivna od leta 1971, ko je izdala singl »Ti in jaz / Tudi dež«. Album Zaljubljena je njen zadnji glasbeni izdelek.

## Seznam pesmi
| Stran A | Stran A                        | Stran A         | Stran A        | Stran A       | Stran A |
| Št.     | Naslov                         | Besedilo        | Glasba         | Aranžma       | Dolžina |
| ------- | ------------------------------ | --------------- | -------------- | ------------- | ------- |
| 1.      | „Zaljubljena‟                  | Dušan Velkaverh | Tadej Hrušovar | Janez Gregorc | 3:20    |
| 2.      | „Nočem, da se igra konča‟      | Velkaverh       | Nat Kipner     | Hrušovar      | 3:45    |
| 3.      | „Kot nekdo, ki imel me bo rad‟ | Velkaverh       | Kipner         | Hrušovar      | 3:57    |
| 4.      | „Zadnji ples‟                  | Daniel Levski   | Dečo Žgur      | Žgur          | 3:38    |
| 5.      | „Nekdo kot ti‟                 | Velkaverh       | Hrušovar       | Ben Sheperd   | 5:18    |

| Stran B | Stran B                      | Stran B        | Stran B       | Stran B                 | Stran B |
| Št.     | Naslov                       | Besedilo       | Glasba        | Aranžma                 | Dolžina |
| ------- | ---------------------------- | -------------- | ------------- | ----------------------- | ------- |
| 6.      | „Ti si ti, jaz sem jaz‟      | Velkaverh      | Hrušovar      | Gregorc                 | 3:20    |
| 7.      | „V meni živ je smeh‟         | Levski         | Hrušovar      | Terry Bradford, Sheperd | 3:58    |
| 8.      | „Nenadoma‟                   | Velkaverh      | Kipner        | Sheperd                 | 4:00    |
| 9.      | „Čudna stvar denar‟          | Tomaž Domicelj | Žgur          | Žgur                    | 3:48    |
| 10.     | „Maribor, ime mladosti moje‟ | Velkaverh      | Jure Robežnik | Jani Golob              | 3:46    |